# Muqtada al-Sadr
Muqtada al-Sadr (àrab: مقتدى الصدر, Muqtadà aṣ-Ṣadr) (Bagdad, 12 d'agost de 1973) és un polític i clergue xiïta iraquià, fill de l'aiatol·là Mohammed Sadeq al-Sadr, executat durant el règim de Saddam Hussein. Els seus seguidors el consideren sàyyid (‘descendent del Profeta’).
Sadr reivindica el títol de hújat-al-islam, títol que li és negat per part d'altres autoritats xiïtes per raons d'edat. Tot i això, com a cap d'un moviment polític i d'una milícia, l'Exèrcit del Mahdí, Sadr suposa dins el camp del xiisme iraquià la figura principal de l'oposició a la presència americana a l'Iraq.

## Moviment polític
Nascut a Bagdad el 12 d'agost de 1973, lidera un moviment polític que va aparèixer durant els primers dies de l'ocupació americana de l'Iraq. Aquest moviment és un dels principals components de la coalició del govern dirigida per Nuri Al Maliki, amb sis ministres i 32 diputats (de 275).
El bastió del seu moviment es troba a la ciutat de Sadr, un suburbi del nord-est de Bagdad, encara que també gaudeix d'una gran popularitat al sud de l'Iraq. Defensa un discurs religiós i conservador, centrat en el malestar de la població quant a la incapacitat del govern iraquià, a l'ocupació americana i a restablir la seguertat i els serveis públics bàsics.
Els punts bàsics de la seva política és la corrupció, la seguretat i la retirada de les tropes estrangeres. Va pronunciar-se en contra de la constitució iraquiana votada en referèndum el 15 d'octubre del 2005, ja que hi retreu la introducció del federalisme.
A començaments del 2007, diversos caps del moviment Sadr van ser assassinats per l'exèrcit dels EUA, així com alguns dels seus seguidors. el 15 d'abril del 2007 el comitè polític del moviment Sadr va demanar als seus ministres que dimitissin a causa que el primer ministre es negués a demanar la retirada dels americans. Com a conseqüència, el seu partit va abandonar la coalició el 15 de setembre del mateix any.